# Федерация фигурного катания Германии
Федерация фигурного катания Германии (DEU, нем. Deutsche Eislauf-Union) — федерация фигурного катания, одобренная Международным союзом конькобежцев (ИСУ). В DEU нет индивидуального членства, все спортсмены входят в другие немецкие спортивные ассоциации.
Федерация была основана в июне 1964 года в Гамбурге с целью способствовать развитию фигурного катания и танцев на льду, задокументировать достижения спортсменов, предоставить профессионалам возможность получения образования. В настоящее время существуют тренировочные программы для спортсменов, судей, тренеров. DEU также проводит национальный чемпионат и другие соревнования в Германии, в том числе ежегодный международный турнир Nebelhorn Trophy, этап Гран-при среди юниоров Blue Swords.